# Римиги (Шишацкий район)
Римиги (укр. Римиги) — село,
Федунский сельский совет,
Шишацкий район,
Полтавская область,
Украина.
Код КОАТУУ — 5325785206. Население по переписи 2001 года составляло 122 человека.

## Географическое положение
Село Римиги находится на расстоянии в 0,5 км от сёл Зозули и Мирошники.
По селу протекает пересыхающий ручей с запрудой.